# 성덕초등학교 (강원)
성덕초등학교는 대한민국 강원특별자치도 강릉시 입암동에 있는 공립 초등학교이다.

## 학교 연혁
- 1935년 12월 2일 성덕공립보통학교 개교
- 1938년 4월 1일 성덕공립심상소학교로 개칭[1]
- 1941년 4월 1일 성덕공립국민학교로 개칭[2]
- 1949년 12월 31일 성덕국민학교로 명칭 변경[3]
- 1996년 3월 1일 성덕초등학교로 교명 개칭[4]
- 2000년 11월 25일 여자 축구부 창단
- 2008년 4월 3일 성덕도서관 개관
- 2004년 2월 28일 병산분교장 통폐합
- 2015년 12월 2일 개교 80주년 기념식
- 2018년 9월 1일 제34대 원미연 교장 부임
- 2019년 1월 4일 제79회 졸업식(연인원18,205명)
- 2019년 8월 26일 과학실II 설치

## 학교 상징
- 교화(校花) - 장미 : 아름다움과 진실 하늘가득 향기를 뿌리며 정열을 간직한 채 대지를 빛낸다. 역경속에서도 다소곳 피어난 그 모습 힘찬 호흡으로 당신을  바라보며 아름다움과 진실을 배우겠다.
- 교목(校木) - 소나무

```
소나무여 푸르구나
초목중의 군자로다
눈서리 차가워도 주눅들지 않고
이슬 내려도 웃음 보이지 않는구나
슬플 때나 즐거울 때나 한결같고
겨울에도 여름처럼 푸르디 푸르구나
```

```
푸르구나 소나무여
달뜨면 잎 사이로 달빛 곱게 체질하고
바람불면 거문고 소리 청아하구나
```

```
 사명대사의 -소나무 예찬- 중에서
```

## 참고 자료
- 성덕초등학교 - 한국교육학술정보원 학교알리미